# Rinodina albana
Rinodina albana är en lavart som först beskrevs av A. Massal., och fick sitt nu gällande namn av A. Massal. Rinodina albana ingår i släktet Rinodina och familjen Physciaceae.   Inga underarter finns listade i Catalogue of Life.